# Luis Rosales
Luis Rosales Camacho (ur. 31 maja 1910 w Grenadzie, zm. 24 października 1992 w Madrycie) – hiszpański poeta i krytyk literacki.

## Życiorys
Ukończył filozofię i literaturę na uniwersytecie w Grenadzie, w 1932 przeniósł się do Madrytu, gdzie uzyskał doktorat z filologii i zaczął publikować swoje wiersze. W wojnie domowej walczył po stronie frankistów (pochodził z rodziny falangistów), kontynuował też pisanie poezji i esejów. Wielokrotnie odwiedził Amerykę Łacińską. Po zakończeniu wojny domowej pracował także jako wykładowca, w 1962 został członkiem Hiszpańskiej Akademii Królewskiej. Początkowo tworzył pod wpływem Garcilasa de la Vegi, m.in. utwór Abril (1935). Później pisał wiersze klasycystyczne, w których łączył umiar w wyrażaniu osobistych przeżyć z motywami religijnymi, m.in. w zbiorze La casa encendida (1949), Rimas (1951), Diario de una resurreción (1979), a poza tym pisał eseje o Cervantesie i poezji barokowej.